# Авриг
Аври́г (рум. Avrig, нем. Freck, венг. Felek) — город в жудеце Сибиу (Румыния). Население: 16,215.
Первое упоминание о деревне относится к 1346 году.

## География
Расположен на левом берегу реки Олт (на устье реки Авринг), возле горного массива Фэгэраш, приблизительно в 26 км от Сибиу на пути в Брашов. Главная начальная точка пересечения дорог западной части гор, через Авринг проходит дорога к горным поселениям: Cabana Poiana Neamţului, Cabana Bârcaciu, Cabana Ghiocelul.

## Туризм
Самой главной туристической достопримечательностью является Летний дворец Брукенталя в стиле барокко, построенный в 1771 году, летняя резиденция барона Самуэля фон Брукенталя, губернатора Трансильвании.
Кроме того в городе можно найти две старые церкви: Евангелическая церковь, построенная в XIII веке, и укреплённая в XVI веке, и православная церковь, построенная в XVIII веке.

## Города-побратимы
- Плерен (Франция, с 1990)[1]

## Известные люди
- Георгий Лазарь — основатель первой румыноязычной школы. Родился и умер в Авринге.
- Василе Стойка — дипломат
- Ромулус Кандеа, мэр Черновцов
- Августин Кандеа, известный хирург в Тимишоаре
- Думитру Марес
- Мирсеа Томус
- Илие Спиридон
- Мариа Спиридон
- Тату Бужор
- Илие Стойка
- Василе Гафтон
- Георге Попентиу
- подполковник Давид Ион